# Референдуми за знамето на Нова Зеландия (2015 – 2016)
Референдум за знамето на Нова Зеландия е референдум за промяна на знамето на Нова Зеландия.
Провежда се на 2 пъти от новозеландското правителство. Първото допитване се осъществява през 2015 г., а второто се провежда през 2016 г. Първият референдум определя предпочитаната алтернатива, а вторият решава дали Нова Зеландия да я приеме или да остане старият флаг.

## Първи референдум
Въпросът на първия референдум е: Ако новозеландското знаме се промени, кое бихте предпочели?
- Вариант 1
- Вариант 2
- Вариант 3
- Вариант 4
- Вариант 5

Първият референдум започва на 20 ноември 2015 г., като гласуването продължава 3 седмици, до 11 декември 2015 г. Предварителните резултати са обявени в нощта на 11 декември, а официалните резултати са обявени на 15 декември. Гласуващите трябва да посочат този вариант на флаг, който предпочитат. Най-популярното знаме се състезава заедно с настоящия флаг на втория референдум.

## Втори референдум
Въпросът на второто допитване е формулиран по следния начин: Кой е изборът Ви за национално знаме на Нова Зеландия?
- Вариант 1
- Вариант 2

Вторият референдум се провежда между 3 и 24 март 2016 г. В него избирателите избират между сегашното знаме и предпочитана алтернатива, избрана в първия референдум.
В крайна сметка остава действащият флаг на Нова Зеландия, получил на втория референдум 56,7 % в сравнение с 43,3 % за новия вариант.